# Government Museum and Art Gallery

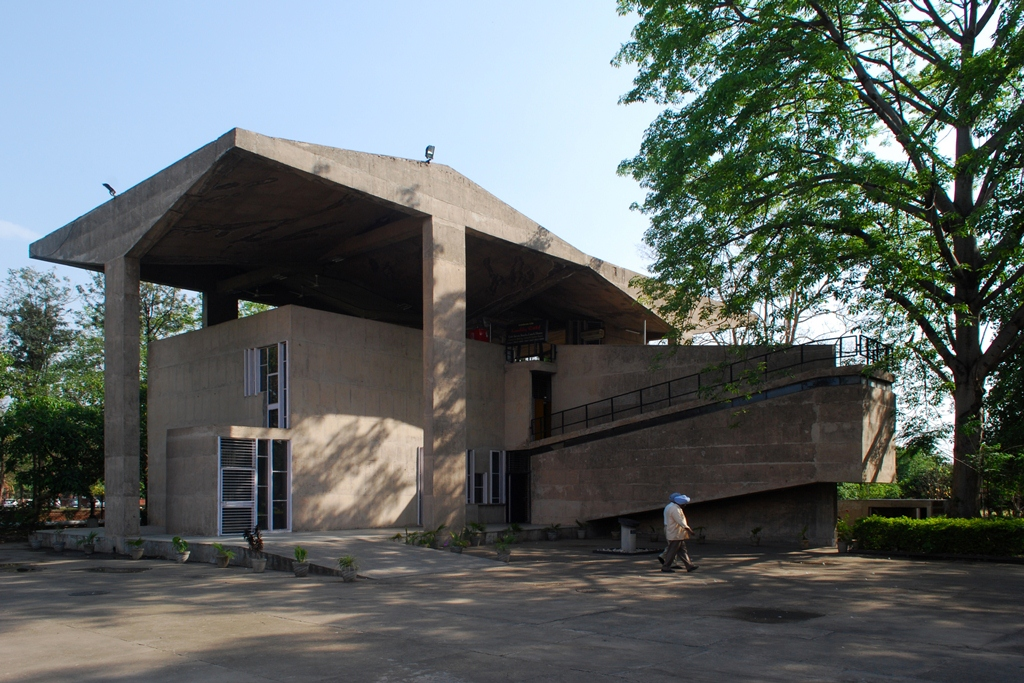
Musée d'Architecture

Le Government Museum and Art Gallery (Musée du Gouvernement et Galerie d'Art) est un musée situé à Chandigarh en Inde. Il fut initié afin d'abriter les collections artistiques que le Pendjab oriental a hérité de la Partition des Indes, l'essentiel des collections provenant du Musée de Lahore (Pakistan), historiquement financé par les fonds publics du Pendjab unifié.

## Historique
Construit d'après les plans de l'architecte français Le Corbusier, il fut inauguré le 6 mai 1968. Ce musée abrite une galerie d'art et une aile du bâtiment abrite le Natural History Museum (Musée d'histoire naturelle) et le City Museum (Musée de la ville).
L'essentiel des collections du musée proviennent du Musée de Lahore, formé du temps de l'Inde britannique, et dont le financement fut couvert par le gouvernement de la province de Pendjab (uni). La Partition en 1947 entraîne la question du partage des ressources entre les deux pays, notamment les productions artistiques et culturelles de propriété publique. Un partage de celles-ci est convenu entre les deux États le 10 avril 1948, 60 % des œuvres du musée de Lahore seront maintenues au Pakistan, les 40 % restantes transférées à l'Inde. Un ratio correspondant au pourcentage du territoire pendjabi retenu respectivement par chacun des États.

## Architecture
Le Government Museum and Art Gallery ressemble aux deux autres musées dessinés par Le Corbusier : le Sanskar Kendra à Ahmedabad en Inde en 1948 et le Musée national de l'Art occidental à Tokyo au Japon en 1949.

## Exposition
Le musée expose environ 10 000 objets dont 627 sculptures de Gandhâra, environ 4 000 peintures indiennes miniatures et 200 sculptures indiennes médiévales.